# Diskman

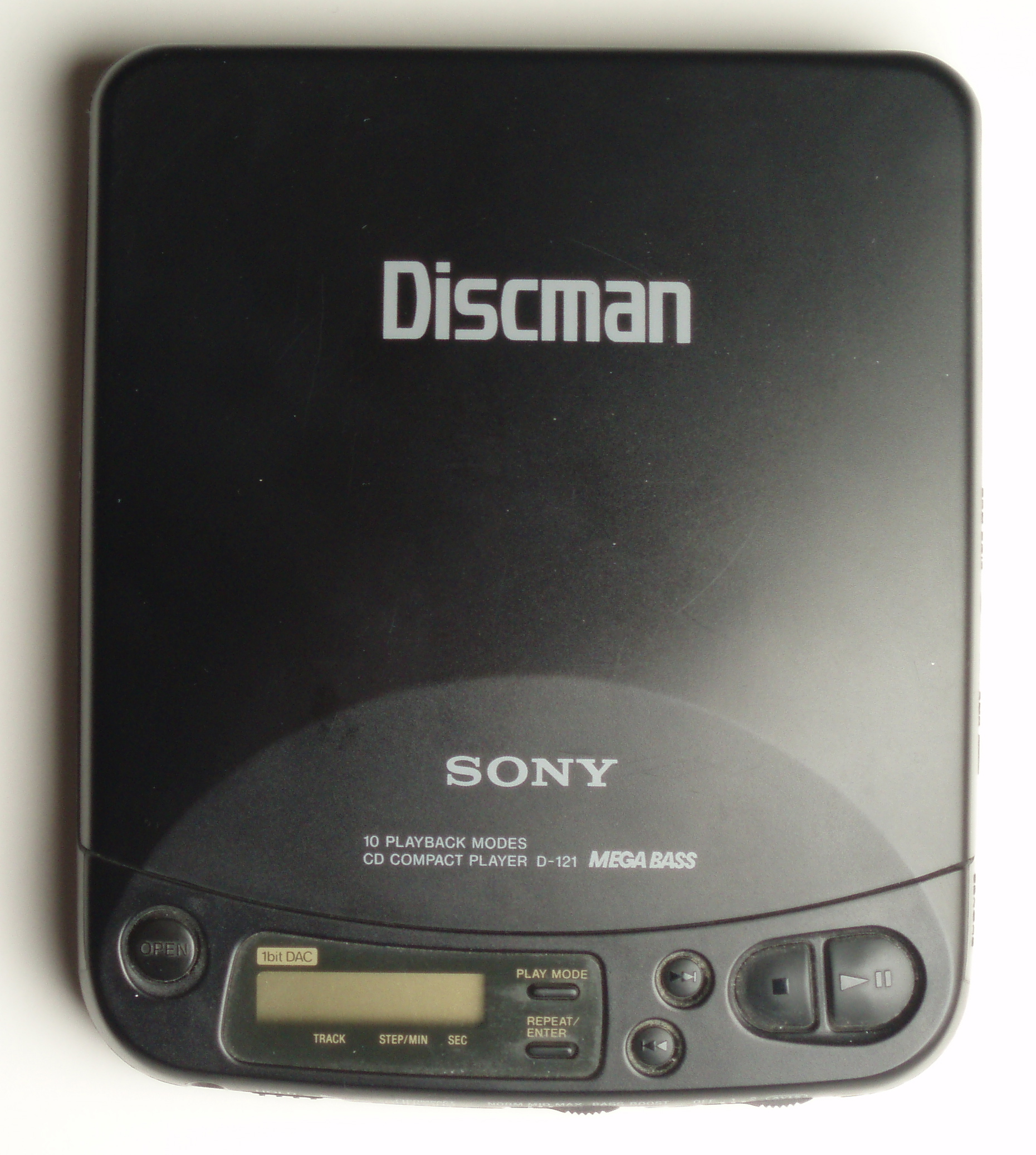
Diskman

Diskman je přenosné zařízení pro přehrávání kompaktních disků, a to buď audio CD nebo datových disků se soubory MP3. Modernější diskmany umí rovněž zobrazovat informace o skladbě dostupné z ID3 tagů. Diskmany jsou postupně vytlačovány MP3 přehrávači, popř. MP4 přehrávači.